# Tadas Barauskas
Tadas Barauskas (*  30. Mai 1977 in Juodupė, Rajongemeinde Rokiškis) ist ein litauischer Politiker, seit November 2024 Mitglied des Seimas.

## Leben
Nach dem Abitur 1995 an der Schule Rokiškis absolvierte Tadas Barauskas von 1995 bis 1999 das Bachelorstudium der Informatik und 2000 das Studium als Informatik-Ingenieur an der	Kauno technologijos universitetas in der zweitgrößten litauischen Stadt Kaunas sowie 2006 das Masterstudium der Kommunenverwaltung an der Mykolo Romerio universitetas 	in der litauischen Hauptstadt Vilnius.
Von 2000 bis  	2001 arbeitete er im Unternehmen 	UAB "Šiaurės meška" und von 2001 	bis 2005 als Lehrer	am Tūbelis-Gymnasium, von 2009 bis 2012 am Tūbelis-Progymnasium sowie von 2001 bis 2015 am Gymnasium Juodupė. Von 2015 	bis 2017 war er Berater des Bürgermeisters von 	Rokiškis und von 2012 bis	2015 Gehilfe des Seimas-Mitglieds in der Seimas-Kanzlei. Von 2019 	bis 2023 war er Vizebürgermeister von	Rokiškis. In der Parlamentswahl in Litauen 2024 wurde er in den 14. Seimas gewählt.
Seit 2000 ist Tadas Barauskas Mitglied von LSDP.
Er ist verheiratet.